# Mraźnica (Zakopane)
Die Mraźnica ist ein Stadtteil der polnischen Stadt Zakopane am Fuß der Westtatra im Powiat Tatrzański in der Woiwodschaft Kleinpolen.

## Lage
Der Stadtteil liegt im Süden der Stadt auf einer Höhe von 832 Metern über NN. Durch den Ortsteil fließen die Bäche Potok zza Bramki und Miśkowiec. Der Ortsteil grenzt unmittelbar an den Tatra-Nationalpark.

## Etymologie
Der Name lässt sich als „Wildgehege aus Nadelbäumen“ übersetzen, wobei er auf die hier angelegten Wildgehege zurückgeht.

## Tourismus
Der Ortsteil liegt am Wanderweg Droga pod Reglami.

## Belege
- Zofia Radwańska-Paryska, Witold Henryk Paryski, Wielka encyklopedia tatrzańska, Poronin, Wyd. Górskie, 2004, ISBN 83-7104-009-1.
- Tatry Wysokie słowackie i polskie. Mapa turystyczna 1:25.000, Warszawa, 2005/06, Polkart, ISBN 83-87873-26-8.

Koordinaten: 49° 16′ 51″ N, 19° 55′ 31″ O